# (20508) 1999 RL25
A (20508) 1999 RL25 a Naprendszer kisbolygóövében található aszteroida. A LINEAR projekt keretében fedezték fel 1999. szeptember 7-én.